# Parc des Carrières Bacquin
Pour les articles homonymes, voir Bacquin.
Le Parc des Carrières Bacquin est un parc public situé dans la ville de Dijon.

## Histoire
Le parc a été aménagé en 1976 sur un ancien site de carrières.

## Galerie de photographies

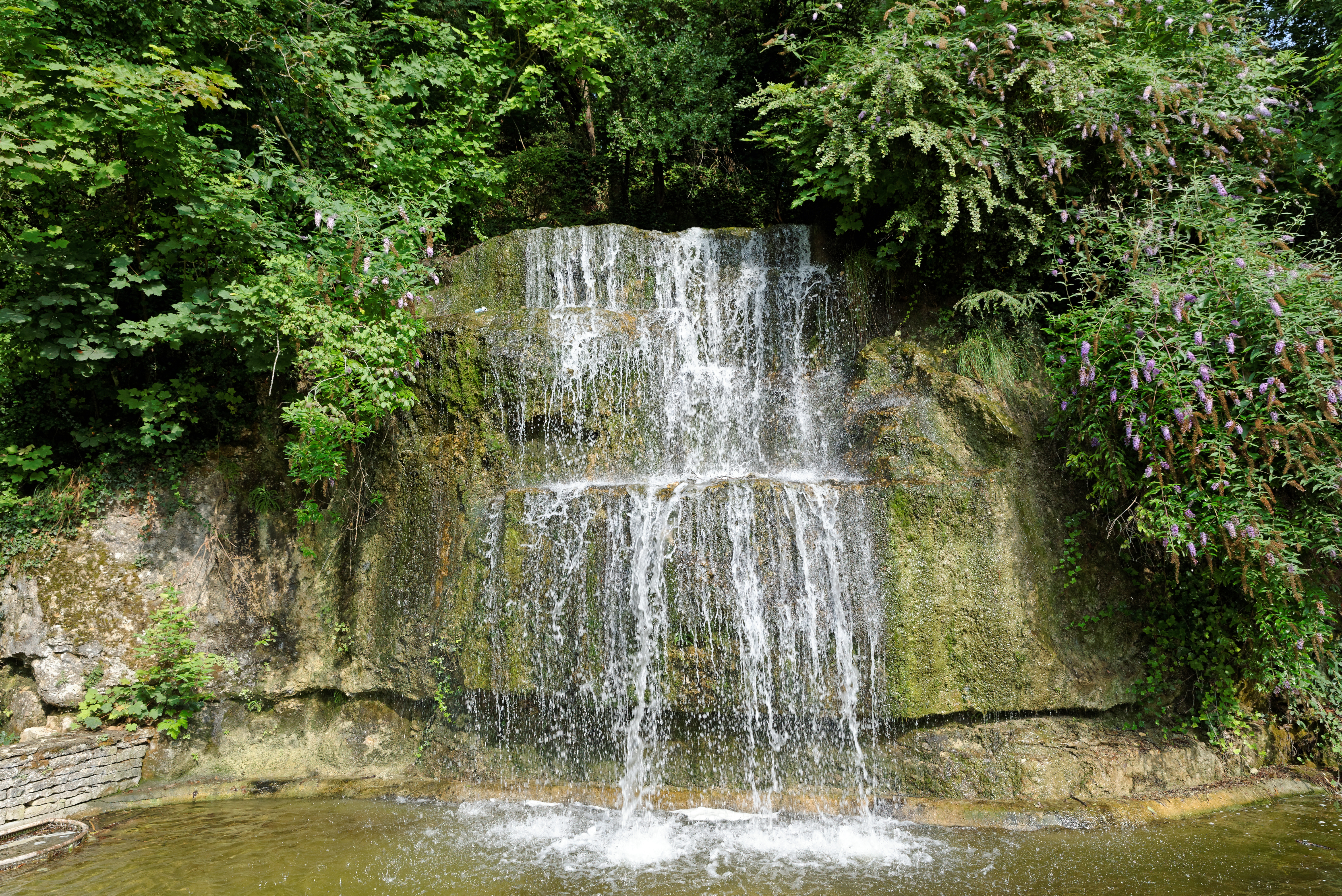
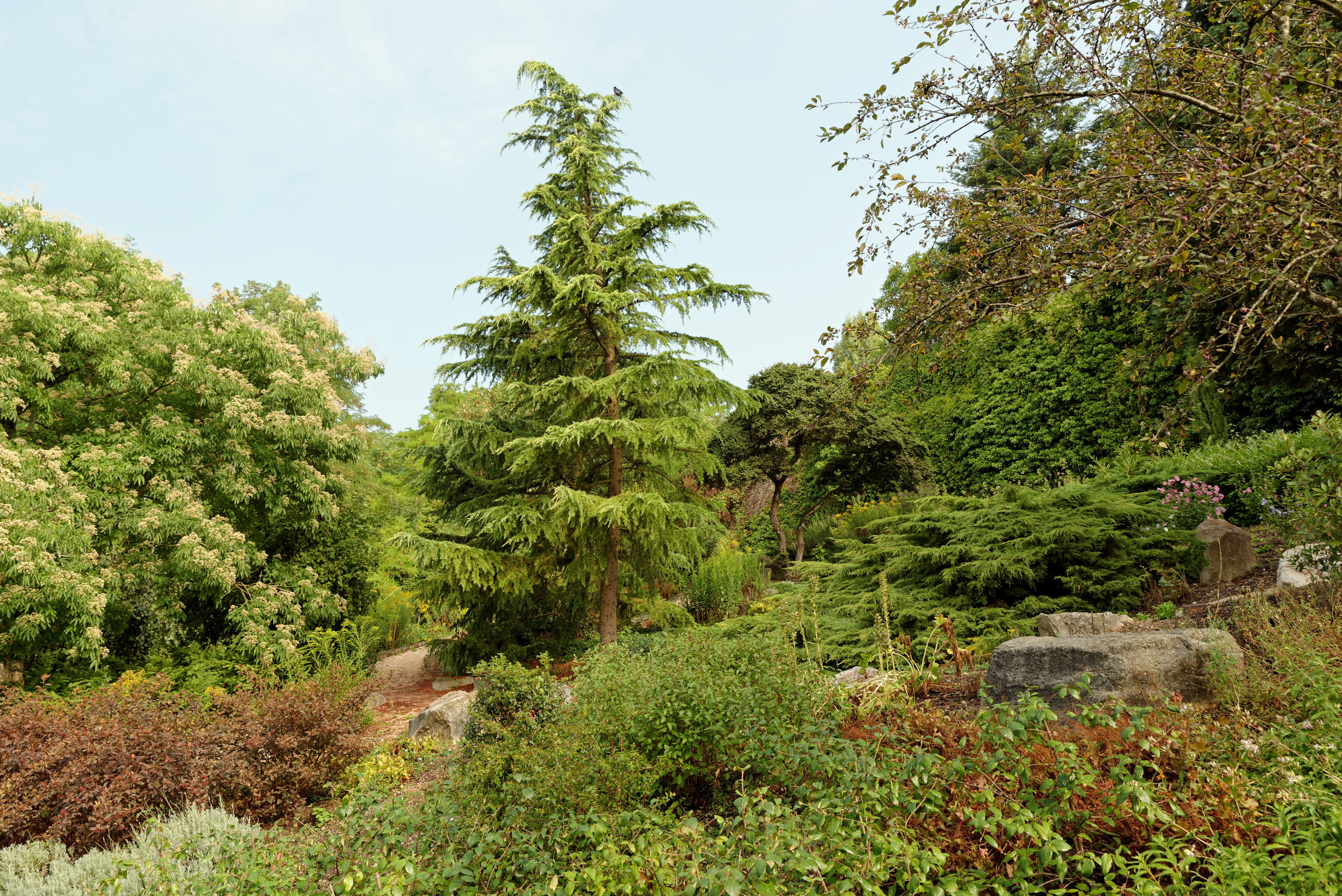
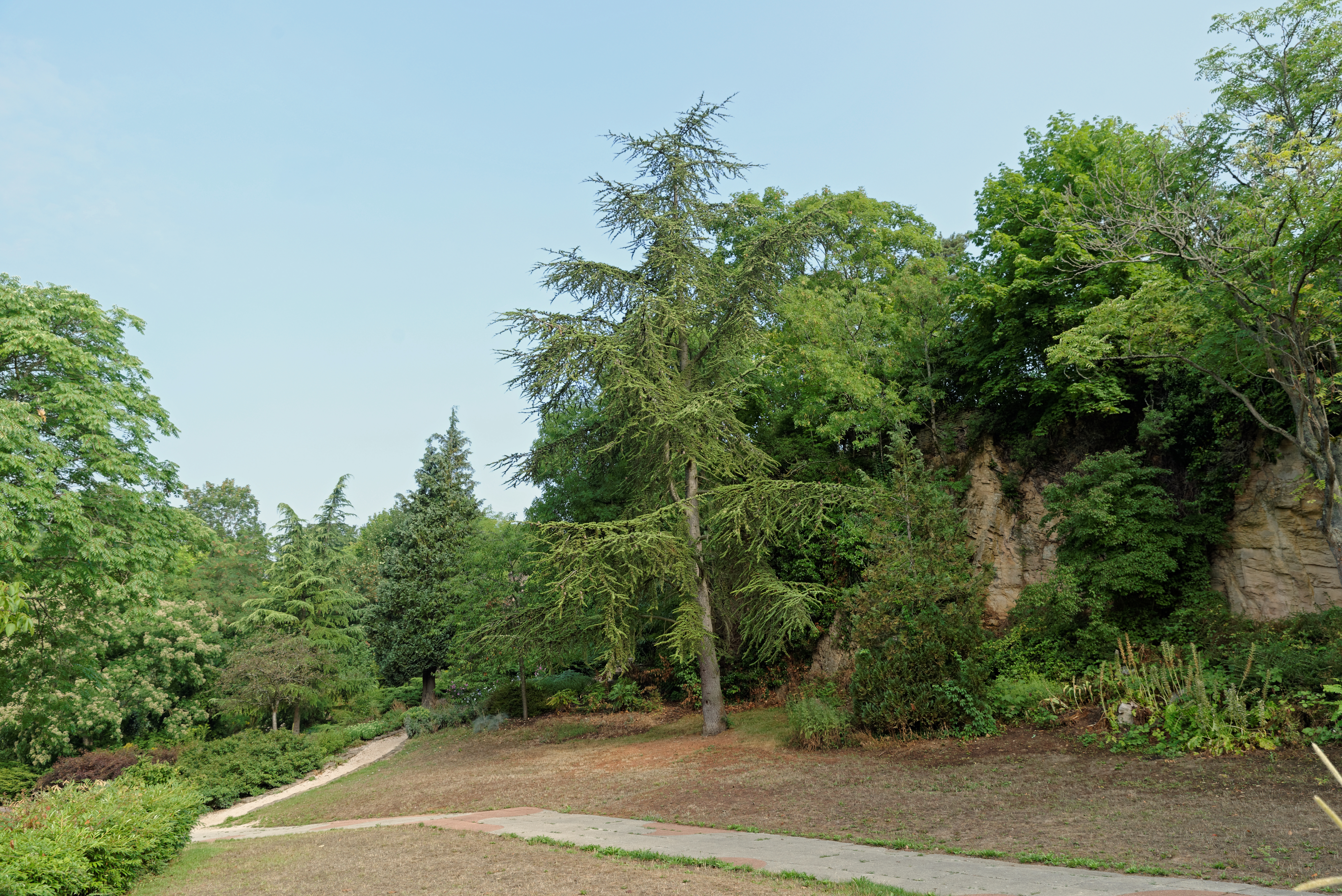